# Mées
Mées (gaskonsko Mers) je naselje in občina v francoskem departmaju Landes regije Akvitanije. Naselje je leta 2009 imelo 1.736 prebivalcev.

## Geografija
Kraj leži v pokrajini Gaskonji ob reki Adour, 6 km jugozahodno od središča Daxa.

## Uprava
Občina Mées skupaj s sosednjimi občinami Angoumé, Dax, Gourbera, Herm, Rivière-Saas-et-Gourby, Saint-Paul-lès-Dax, Saint-Vincent-de-Paul, Saubusse in Téthieu sestavlja kanton Dax-Sever s sedežem v Daxu. Kanton je sestavni del okrožja Dax.

## Zanimivosti
- cerkev sv. Janeza Krstnika;